# الأفق (رواية)
الأفق (بالفرنسية: L’horizon) هي رواية للكاتب الفرنسي باتريك موديانو،   الحائز على جائزة نوبل في الأدب عام 2014 و على الجائزة الكبرى للأكاديمية الفرنسية للرواية سنة 1972، وجائزة غونكور سنة 1978نُشرت لأول مرة سنة 2010 عن منشورات غاليمار، وتُعد من أبرز أعماله المتأخرة. تُعالج الرواية ثيمات الذاكرة، الغياب، والزمن الضائع، وهي قضايا ملازمة لمعظم أعمال موديانو. صدرت الترجمة العربية للرواية سنة 2014 بترجمة توفيق سخان عن منشورات ضفاف ومنشورات الاختلاف.

## نبذة
يلتقي جان بوسمان بمارغريت لو كوز في محطة مترو خلال تفريق مظاهرة في باريس، وتبدأ بينهما علاقة يسودها الحذر والهروب من الماضي. مارغريت مطاردة من رجل غامض يدعى بويافال، أما بوسمان فيتجنب والدته المتطفلة. بعد فترة قصيرة من العمل المشترك والتقارب، تختفي مارغريت وتسافر إلى برلين، تاركة بوسمان في حالة من الحيرة والذهول. بعد أربعين سنة، يقرر الأخير البحث عنها من جديد، ويسافر إلى العاصمة الألمانية.

## تحليل نقدي
كغيرها من أعمال موديانو، لا تسعى الرواية إلى سرد حبكة تقليدية، بل إلى تقفي أثر الذاكرة المتشظية والبحث عن زمن مضى. وصف النقاد قراءة الرواية بأنها كالنظر عبر زجاج محفور؛ كل شيء يبدو مألوفًا لكنه مضبب وغامض. فباريس، الحاضرة في الخلفية، لا تُعرض كمدينة واقعية بل كخريطة عاطفية تحرك الراوي وتستفز ذكرياته.يمثل الزمن في الرواية سلطة لا تُرى، يصفها موديانو بـ"المادة السوداء" التي تُحرك الحاضر من خلف ستار الأحداث المنسية والوجوه الغامضة. هيمنة الزمن في الرواية تجعل من الماضي قوة جاذبة لا يمكن الإفلات منها، بينما يحاول الراوي عبر رحلته أن يستعيد ما لا يمكن استعادته.تشير الباحثة كلير بولي إلى أن «رواية *الأفق* تقترح فكرة أن الزمن لا يُمحى بل يعاد تأطيره، وأن الشخصيات لا تنجو من ذاكرتها بل تعيد تكوينها في مشهد متحوّل باستمرار».

## الشخصيات
- جان بوسمان: الراوي وكاتب في المستقبل، تتجسد في شخصه ثنائية التذكر والكتابة.
- مارغريت لو كوز: امرأة شابة ألمانية، تحاول الفرار من ماضٍ مظلم.
- بويافال: رجل يطارد مارغريت منذ فترة شبابها، يرمز للملاحقة والتهديد الدائم.
- ميروفيه: زميل سابق لمارغريت، يعكس بُعدًا اجتماعيًا ضاغطًا في باريس الستينات.

## بنية الرواية
كعادة موديانو، تتألف الرواية من مقاطع متتابعة دون عناوين فرعية، تبدأ بإهداء مقتضب: "إلى أكاكو". تنساب اللغة بهدوء وبكثافة دلالية، تتنقل بين مستويات الزمن، وتُعيد عبر التكرار والترميز بناء عالم الرواية.الحيّز المكاني في الرواية هو باريس أولًا، ثم برلين ولاوزان وأنيسي، لكنه دومًا مشبع بالحس الوجودي. تتخذ الأماكن طابعًا رمزيًا، حيث تُستعاد من خلال التذكر، ويُعاد رسمها بكلمات مختزلة كما لو أنها خريطة باطنية. تنتهي الرواية نهاية مفتوحة. بعد تتبع اسم "لو كوز" في دليل هاتف ببرلين، يسافر بوسمان إلى العاصمة الألمانية ويلتقي هناك بأمريكي يدعى رود ميلر يرشده إلى مكتبة "Ladijnikov Buchladen"، حيث يُحتمل أن تكون مارغريت، لكنه يختار أن يذهب بمفرده. يتركنا الكاتب أمام "أفق" لا نعلم ما إن كان سيكتمل أو يبقى عالقًا في الذاكرة فقط.

## الطبعات
- Patrick Modiano, L’horizon, Éditions Gallimard, 2010.
- **الترجمة العربية**: باتريك موديانو، الأفق، ترجمة توفيق سخان، منشورات ضفاف - منشورات الاختلاف، 1 يناير 2014، 155 صفحة، ISBN 978-6140210028.[7]
- **الترجمة الإيطالية**: L’orizzonte ، ترجمة إي. كاييا، دار إيناودي، 2012، ISBN 978-8806207670.[8]